# Nuits d'amour et d'épouvante
Pour plus de détails, voir Fiche technique et Distribution.
Nuits d'amour et d'épouvante, également connu sous le titre La mort marche à talons hauts (La morte cammina con i tacchi alti), est un giallo hispano-italien réalisé par Luciano Ercoli, sorti en 1971.

## Synopsis
Dans un train de nuit en route vers l'Espagne, un voleur professionnel, Ernest Rochard, est battu à mort puis égorgé par un assassin. Ce dernier ne trouve pas le magot, des diamants, volé par le cambrioleur qu'il vient de tuer.
Pendant ce temps, la fille de la victime, Nicole, exerce sa profession de strip-teaseuse dans les cabarets les plus huppés tel que le Crazy Horse. Elle est soupçonnée par la police d'être impliquée dans le vol des diamants dérobés par son père défunt. Ne sachant rien sur la cachette des pierres précieuses, elle est relâchée. Mais Nicole est rapidement harcelée par le tueur qui pense qu'elle connaît la localisation des joyaux. Un soir, il s'introduit chez elle et la menace en lui posant un ultimatum : si elle refuse de coopérer, il la tuera. Affolée, elle se réfugie chez son amant, Michel, mais elle découvre dans son armoire une boîte renfermant des lentilles de contact dont la couleur est identique aux yeux bleus perçants du meurtrier.
Soupçonnant Michel d'être son persécuteur, elle se tourne vers le docteur Matthews, un spécialiste de la chirurgie oculaire amoureux d'elle, qui décide de l'emmener à Londres, où il travaille, puis dans un petit village en bord de mer où il possède un cottage. Un lieu isolé et paisible où elle pense être en paix et en sécurité dans les bras du médecin qui la fait passer pour son épouse. Mais le tueur a retrouvé sa trace...

## Fiche technique
- Titre original italien : La morte cammina con i tacchi alti[1]
- Titre espagnol : La muerte camina con tacon alto
- Titre français : Nuits d'amour et d'épouvante ou La mort marche à talons hauts[2]
- Réalisation : Luciano Ercoli
- Scénario : Manuel Velasco et Dino Verde
- Photographie : Fernando Arribas
- Montage : Angelo Curi
- Musique : Stelvio Cipriani
- Producteurs : Alberto Pugliese et Luciano Ercoli
- Société de production : Atlántida Films (Madrid) et Cinecompany (Rome)[1],[2]
- Pays de production :  Italie •  Espagne
- Langue originale : italien
- Format : Couleur (Technicolor) — 35 mm — 2,35:1 — Son : Mono (Westrex Recording System)
- Genre : Giallo
- Durée : 105 minutes
- Dates de sortie : 
  - Italie : 30 novembre 1971
  - France : 26 février 1975[2]
- Classification :
  - Italie : Interdit aux moins de 14 ans[1]

## Distribution
- Frank Wolff : docteur Robert Matthews
- Nieves Navarro (créditée comme Susan Scott) : Nicole Rochard
- Simón Andreu : Michel Aumont
- Carlo Gentili : inspecteur Baxter
- George Rigaud : capitaine Lenny
- José Manuel Martín :  Smith
- Fabrizio Moresco : Bergson
- Luciano Rossi : Hallory
- Claudie Lange : Vanessa Matthews